# Notte italiana (programma televisivo)
Notte Italiana è stato un varietà televisivo, andato in onda ogni giovedì nel 1994-1995 su Italia 7, condotto da Ric e Carmen Russo, con interventi musicali di Augusto Martelli.

## Il programma
La trasmissione televisiva era composta da sketch comici, intervallati da balletti e interviste, e ricalcava in parte lo stile di Drive In; vi era inoltre un quiz strutturato in maniera simile a Colpo grosso.

## Cast tecnico
- Regia: Pino Callà
- Testi: Tullio Ortolani